# Пранка
Пранка — река в России, протекает в Московской и Тульской областях. Правый приток реки Апрани.
Берёт начало в городском округе Кашира Московской области у деревни Руднево. Далее течёт на юго-запад по территории Тульской области. Устье реки находится в 2,8 км по правому берегу реки Апрани. Длина реки составляет 13 км.
Вдоль течения реки от истока до устья расположены населённые пункты Руднево, Романовское, Старое Глазово, Тураево, Лукинка.
По данным Государственного водного реестра России, относится к Окскому бассейновому округу. Речной бассейн — Ока, речной подбассейн — бассейны притоков Оки до впадения Мокши, водохозяйственный участок — Ока от города Серпухова до города Каширы.